# 牛津大學瓦德漢學院
瓦德漢學院（Wadham College） 是英國牛津大學學院之一，位於牛津中部公園路南端，其名稱是爲了紀念詹姆斯一世時薩默塞特郡的地主多蘿西·瓦德漢和尼古拉斯·瓦德漢。
瓦德漢學院學風自由，以廣出左翼政治家和豐富的學生社團而聞名。 2009年收到財政捐款6600萬英鎊， 2011/2012學年在諾靈頓排名上排在第4位。

## 歷史
該學院由多蘿西·瓦德漢成立於1610年， 資金則來自于其亡夫尼古拉斯·瓦德漢（死於1609年），後來這一建造計劃還得到了皇室和教會的支持，并任命威廉·阿諾德為建築師，雖然多蘿西從沒有親自去過牛津，但直到1618年去世她都掌握著對學院的控制權。

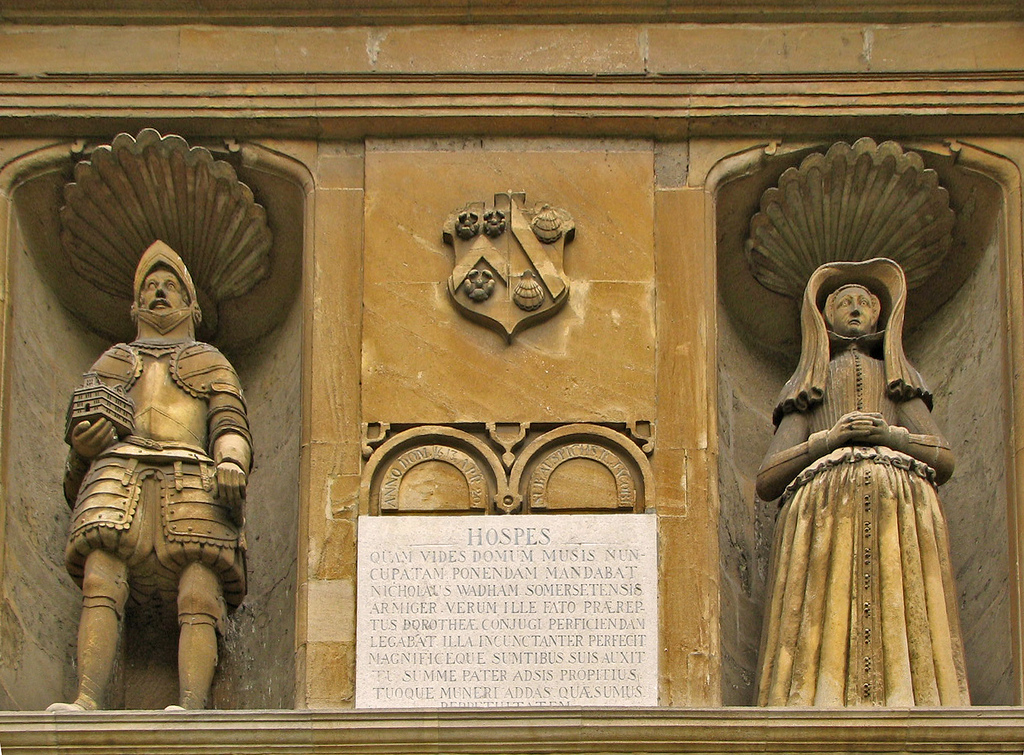
大廳入口的創始人雕塑

學院成立伊始便禁止所有女性進入該學院，唯一的例外是一位“年齡、地位和名譽都不會受到質疑”的洗衣婦。 這一傳統保持了數個世紀，1974年成為最早接受女性學員的學院之一。

### 現代
該學院也因強烈支持同性戀而出名，還有年度晚會“Queerfest”。這一傳統可追溯到18世紀該學院的一位同性戀院長（warden）Robert Thistlethwayte，他因同性戀醜聞而不得不在1739年逃離英格蘭。

## 外部連結
- Wadham College
  - Wadham College Student Union
  - Wadham College Middle Common Room
  - Wadham College Boat Club